# Фая (Кабесейраш-ди-Башту)
Фая (порт. Faia) — район (фрегезия) в Португалии, входит в округ Брага. Является составной частью муниципалитета Кабесейраш-ди-Башту. Находится в составе крупной городской агломерации Большое Минью. По старому административному делению входил в провинцию Минью. Входит в экономико-статистический субрегион Аве, который входит в Северный регион. Население составляет 687 человек на 2001 год. Занимает площадь 5,17 км².